# Isekai de Cheat Skill o Te ni Shita Ore wa, Genjitsu Sekai o mo Musōsuru - Level Up wa Jinsei o Kaeta
Isekai de Cheat Skill o Te ni Shita Ore wa, Genjitsu Sekai o mo Musōsuru - Level Up wa Jinsei o Kaeta (異世界でチート能力を手にした俺は、現実世界をも無双する～レベルアップは人生を変えた～ Isekai de Chīto Sukiru o Te ni Shita Ore wa, Genjitsu Sekai o mo Musō Suru: Reberu Appu wa Jinsei o Kaeta?), conocida como I Got a Cheat Skill in Another World and Become Unrivaled in the Real World, Too o simplemente I Got a Cheat Skill in Another World en inglés y abreviado como Iseleve (いせれべ?), es una serie de novelas ligeras japonesas escritas por Miku e ilustradas por Rein Kuwashima. Comenzó como una novela en el sitio web de novelas ligeras generadas por usuarios Kakuyomu en marzo de 2017. Más tarde fue adquirida por Fujimi Shobo, que la ha publicado desde diciembre de 2018 bajo su sello Fujimi Fantasia Bunko.
Una adaptación a manga con arte de Kazuomi Minatogawa se ha serializado en el sitio web Dengeki PlayStation Comic Web de ASCII Media Works desde diciembre de 2019. Una adaptación de la serie al anime producido por el estudio Millepensee se estrenó el 7 de abril de 2023.

## Argumento
Una puerta a otro mundo se extiende ante Yūya Tenjō, quien ha sido brutalmente acosado toda su vida. Esta realidad alternativa le brindará mejoras en sus habilidades y una nueva apariencia. ¿Podrá este perdedor de clase cambiar su vida con volver a casa?

## Personajes

### Principales
Yūya Tenjō (天上 優夜 Tenjō Yūya?)
 Seiyū: Yoshitsugu Matsuoka, Ángel Pedroza (español latino)
El protagonista principal, es un chico tímido y obeso que es atormentado tanto por sus compañeros de clase como por su familia, hasta que hereda la casa de su abuelo, donde encuentra un portal a otro mundo y de allí poderosas armas. Después de matar a un monstruo poderoso usando tales armas, Yūya descubre que puede volverse más fuerte y obtener poderes especiales al derrotar a tales enemigos como en un videojuego, el proceso también cambia su apariencia, volviéndose alto, delgado y guapo. Desde entonces, viaja de un lado a otro entre ambos mundos, usando sus nuevas habilidades para mejorar, haciendo amigos y enemigos en el camino.
Kaori Hōjō (宝城 佳織 Hōjō Kaori?)
 Seiyū: Akari Kitō, Gabriela Pérez (español latino)
Hija del presidente de la prestigiosa Academia Ousei. Ella se interesa por Yūya cuando él hace todo lo posible por defenderla de algunos matones antes de su transformación. Una vez que lo vuelve a encontrar, Kaori invita a Yūya a estudiar en Ousei con ella, a lo que él acepta. Desde entonces, ella es su amiga más cercana en la escuela, aunque realmente se enamora de él por su carácter y por las veces que él la ha rescatado. Ella descubre el portal que usa Yuya para ir al otro mundo, donde conoce y se hace amiga de Lexia y Luna
Lexia von Arcelia (レクシア・フォン・アルセリア Rekushia fon Aruseria?)
 Seiyū: Kaori Maeda, Carmen Mazariegos (español latino)
La primera princesa del Reino Arselian y segunda en la línea de sucesión al trono que se encuentra en el otro mundo. Después de que Yūya la rescata de un monstruo, ella se enamora perdidamente de él incluso proponiendole matrimonio, haciendo todo lo posible para ganarse su afecto. A pesar de que es humana, Lexia tiene la sangre de una madre elfa noble, por lo que tiene un alto poder mágico pero no puede controlarlo. Debido a ello, el primer príncipe Rager quien es su hermanastro pretende asesinarla.

### Mundo real
Miu Midō (御堂 美羽 Midō Miu?)
 Seiyū: Sayaka Senbongi
Una modelo popular que conoció a Yūya luego de que él sea elegido para realizar una sesión de fotos. Al recibir elogios de él y de defenderla de un compañero abusivo, comenzó a tenerle un cariño especial.
Kaede Kazama (風間 楓 Kazama Kaede?)
 Seiyū: Ayana Taketatsu, Nadia Lujambio (español latino)
Una enérgica miembro femenina del equipo de atletismo de Ousei y compañera de clase que se interesa en Yūya después de ver sus habilidades atléticas enormemente mejoradas en acción. Ella posee un enorme busto, lo que ocasiona celos a Kaori y Yukine y el acoso por parte de Rin.
Yukine Hyōdō (氷堂 雪音 Hyōdō Yukine?)
 Seiyū: Shizuka Ishigami
Una estudiante de la Academia Ouseicon cabello corto teñido de azul y ojos perpetuamente soñolientos la cual es compañera de banco de Yūya, y a la vez una voz de cordura en el grupo de amigas de él.
Rin Kanzaki (神崎 凜 Kanzaki Rin?)
 Seiyū: Mai Nakahara
Una estudiante segura de sí misma y un poco traviesa en Ousai, y la cuidadora / disciplinaria autoproclamada de Akira. Le gusta manosearle los pechos a Kaede.
Ryō Igarashi (五十嵐 亮 Igarashi Ryō?)
 Seiyū: Nobuhiko Okamoto
Un estudiante masculino de la Academia Ousei con el cabello decolorado a un castaño claro y una personalidad extrovertida. Aunque es un atleta natural, es simplemente un invitado a los diversos clubes de atletismo de la escuela. Es junto a Shingo uno de los primeros en entablar amistad con Yūya.
Shingo Kurata (倉田 慎吾 Kurata Shingo?)
 Seiyū: Ayumu Murase
Un estudiante de la Academia Ousei y amigo de Ryō que usa anteojos y es bastante tímido, como lo expresa un ligero tartamudeo. Es miembro del club de videojuegos de la escuela.
Akira Ichinose (一ノ瀬 晶 Ichinose Akira?)
 Seiyū: Jun Fukuyama
Un estudiante masculino de la Academia Ousei con cabello rubio sedoso y una personalidad afable pero teatral. Habitualmente se etiqueta a sí mismo como el "Joven Noble de Ousei". Es constantemente cuidado por Rin.
Profesora Sawada (澤田ー先生 Sawada-sensei?)
 Seiyū: Manami Numakura
Profesora de salón de clases de Yuya en la Academia Ousei. Lánguida, todavía soltera, una gran bebedora. Pese a su posición como maestra, constantemente intenta seducir a Yūya,  al ser salvada por él y descubrir sus variados dotes.
Araki Takeshi (荒木 武 Takeshi Araki?)
 Seiyū: Chado Horii
Fue el matón de Yūya que lo golpeaba diariamente y era miembro de un grupo delictivo llamado Ogros Rojos. Queda sorprendido por el nuevo cambio físico de Yūya. Contratado por los hermanos de Yūya, irrumpe en la Academia Ousei para hostigar a Yūya y Kaori, pero es derrotado por el primero y arrestado.
Yōta Tenjō (天上 陽太 Tenjō Yōta?) y Sora Tenjō (天上 空 Tenjō Sora?)
 Seiyū: Yuki Sakakihara (Yōta), Erick Padilla (español latino; Yōta), Yūko Ōno (Sora)
Los hermanos Mellizos menores de Yūya. Aunque son familia, ellos trataban a su hermano mayor como basura y le pagaban a Araki para que lo intimidara. Cuando Yūya cambia su apariencia, Yōta y Sora intentan burlarse de él pero son humillados por Kaori cuando ella les negó ser trasferidos a la Academia Ousei en lugar de Yūya. Intentan vengarse de ella y su hermano al contratar a los Ogros Rojos, siendo derrotados por Yūya. Cuando Araki intentó atacarlos por frustración, Yūya los salva a pesar de todo, por lo que los mellizos se disculparon por todo el destrato.

### Mundo alternativo
Luna (ルナ Runa?)
 Seiyū: Ai Kakuma
Una niña de cabello plateado del Reino de Arcelia nacida en la pobreza, que se convirtió en una asesina despiadada en su lucha por la supervivencia y, en consecuencia, fue reclutada en el Gremio de la Oscuridad, una organización de asesinos profesionales, donde se hizo famosa como The Headhunter (la cazadora de cabezas). El primer príncipe del reino la contrata para eliminar a su hermanastra Lexia, pero al ser salvada por el protector de Lexia, Yūya, se enamora de él y reconsidera su forma de vida, asignada por Lexia como guardaespaldas y rival romántica. Sus armas principales son hilos parecidos a alambres que puede exudar de la punta de sus dedos.
Reigar von Arcelia (レイガー・フォン・アルセリア Reigā fon Aruseria?)
 Seiyū: Ryūichi Kijima
El primer príncipe de Arcelia y el medio hermano mayor de Lexia. Cuando Lexia y él aún eran niños, Lexia desató accidentalmente su poder mágico sobre él y le quemó la cara. Desde entonces, Reigar ha albergado un odio obsesivo por Lexia y es responsable de los intentos de asesinato de los que Yūya termina rescatándola. Finalmente, fue derrotado por Yūya (quien le cura sus heridas) y castigado por su padre, Arnold von Arcelia, por su intento fallido de usurparlo, poniendo fin a la tiranía de Reigar. Fue utilizado por Yuti como su peón.
Yuty (ユティ Yuti?)
 Seiyū: Rina Hidaka
Una miembro de los Viles, las contrapartes y némesis de los Divinos. Era discípula del santo del arco, pero al ser traicionado y asesinado por los humanos, Yuty desarrolló un odio hacia ellos. Ella "ayudaba" a Reigar en su plan para convertirse en rey cuando en realidad solamente lo manipulaba como su peón para ocasionar una guerra genocida y acabar con los humanos. Después de una batalla contra Yuya, fue exorcizada, con la habilidad de Akatsuki purgando el mal de su alma. Más adelante, Yuti emigra a la Tierra y entra en la Academia Ousei como parte de su redención y desarrolla sentimientos hacia Yuya.
Night (ナイト Naito?)
 Seiyū: Nao Tōyama
Una cachorra de Fenrir negro que fue encontrada y adoptada por Yūya durante una de sus salidas al Bosque de Weald. Al igual que Yūya, sube de nivel cuando se enfrenta a monstruos en combate y, por lo tanto, se vuelve más fuerte e inteligente de lo que sugiere su pequeño tamaño. Lleva el nombre del kanji de "noche" (夜) en el apellido de Yūya.
Usagi (ウサギ?)
 Seiyū: Kazuhiko Inoue
Un miembro de los "Divinos", seres del otro mundo que dominaron su elemento definitorio (en su caso, la capacidad de lanzar patadas con superpoderes) para proteger su mundo de sus contrapartes malvadas, los "Viles". Si bien aparece como un conejo blanco, es sensible y capaz de hablar como humano. Después de conocer a Yūya, Usagi lo convierte en su discípulo que herede el título de "Santo" para contrarrestar la amenaza del "mal" que quiere destruir este mundo.
Akatsuki (アカツキ?)
 Seiyū: Yuka Iguchi

## Contenido de la obra

### Novelas ligeras
Escrita por Miku, la serie comenzó a publicarse en línea en el sitio web de Kakuyomu el 25 de marzo de 2017, bajo el título provisional Level Up wa Jinsei o Kaeta (レベルアップは人生を変えた Reberu Appu wa Jinsei o Kaeta?). La serie fue adquirida más tarde por Fujimi Shobo, quien comenzó a publicar las novelas con ilustraciones de Rein Kuwashima a partir del 20 de diciembre de 2018. Han publicado dieciocho volúmenes hasta la fecha.
En septiembre de 2021, Yen Press anunció que había obtenido la licencia de las novelas para su publicación en inglés.

#### Lista de volúmenes
| Volúmenes de novelas ligeras publicadas | Volúmenes de novelas ligeras publicadas | Volúmenes de novelas ligeras publicadas |
| Número                                  | Fecha de lanzamiento                    | ISBN                                    |
| --------------------------------------- | --------------------------------------- | --------------------------------------- |
| 1                                       | 20 de diciembre de 2018                 | ISBN 978-4-04-073023-3                  |
| 2                                       | 20 de abril de 2019                     | ISBN 978-4-04-073024-0                  |
| 3                                       | 20 de agosto de 2019                    | ISBN 978-4-04-073304-3                  |
| 4                                       | 20 de diciembre de 2019                 | ISBN 978-4-04-073305-0                  |
| 5                                       | 17 de abril de 2020                     | ISBN 978-4-04-073632-7                  |
| 6                                       | 20 de agosto de 2020                    | ISBN 978-4-04-073633-4                  |
| 7                                       | 19 de diciembre de 2020                 | ISBN 978-4-04-073917-5                  |
| 8                                       | 20 de mayo de 2021                      | ISBN 978-4-04-073918-2                  |
| 9                                       | 20 de octubre de 2021                   | ISBN 978-4-04-074248-9                  |
| 10                                      | 19 de marzo de 2022                     | ISBN 978-4-04-074249-6                  |
| 11                                      | 20 de agosto de 2022                    | ISBN 978-4-04-074576-3                  |
| 12                                      | 20 de diciembre de 2022                 | ISBN 978-4-04-074577-0                  |
| 13                                      | 17 de marzo de 2023                     | ISBN 978-4-04-074920-4                  |
| 14                                      | 20 de junio de 2023                     | ISBN 978-4-04-075016-3                  |
| 15                                      | 20 de febrero de 2024                   | ISBN 978-4-04-075300-3                  |
| 16                                      | 20 de julio de 2024                     | ISBN 978-4-04-075497-0                  |
| 17                                      | 20 de diciembre de 2024                 | ISBN 978-4-04-075729-2                  |
| 18                                      | 20 de mayo de 2025                      | ISBN 978-4-04-075888-6                  |

### Manga
Una adaptación a manga con arte de Kazuomi Minatogawa se ha serializado en el sitio web Dengeki PlayStation Comic Web de ASCII Media Works el 13 de diciembre de 2019. Han recopilado sus capítulos individuales en seis volúmenes tankōbon hasta la fecha. Yen Press también obtuvo la licencia del manga en inglés.

#### Lista de volúmenes
| Volúmenes de manga publicados | Volúmenes de manga publicados | Volúmenes de manga publicados |
| Número                        | Fecha de lanzamiento          | ISBN                          |
| ----------------------------- | ----------------------------- | ----------------------------- |
| 1                             | 26 de agosto de 2020          | ISBN 978-4-04-913364-6        |
| 2                             | 27 de mayo de 2021            | ISBN 978-4-04-913819-1        |
| 3                             | 10 de marzo de 2022           | ISBN 978-4-04-914299-0        |
| 4                             | 26 de diciembre de 2022       | ISBN 978-4-04-914778-0        |
| 5                             | 25 de agosto de 2023          | ISBN 978-4-04-915225-8        |
| 6                             | 26 de julio de 2024           | ISBN 978-4-04-915823-6        |

### Anime
En agosto de 2022, se anunció que la serie recibiría una adaptación al anime. La serie está producida por TMS Entertainment y animada por Millepensee, con Shingo Tanabe como director, Shin Itagaki como director en jefe y supervisando los guiones, Hiromi Kimura diseñando los personajes y como director de animación en jefe, y Akiyuki Tateyama componiendo la música. Se estrenó el 7 de abril de 2023 en Tokyo MX y otros canales. El tema de apertura es «Gyakuten Geki» (逆転劇?), interpretado por Tsukuyomi, mientras que el tema de cierre es «Hachimitsu» (ハチミツ?), interpretado por Shikao Suga. Crunchyroll obtuvo la licencia de la serie fuera de Asia. Muse Communication obtuvo la licencia de la serie en Asia-Pacífico.
Se anunció un nuevo proyecto de anime durante la transmisión en vivo de la "Fantasia Bunko Daikanshasai Online 2023" el 14 de octubre de 2023. Durante la AnimeJapan 2025, se anunció que sería un episodio especial. El elenco y el personal regresan en sus respectivos papeles.
El 22 de marzo de 2023, Crunchyroll anunció que la serie había recibido un doblaje en español latino, la cual se estrenó el 24 de abril.

## Recepción
En mayo de 2018, la novela ganó el Gran Premio en el tercer concurso de novelas web de Kakuyomu en la división de ciencia ficción/fantasía moderna. En agosto de 2022, la serie tiene 1,5 millones de copias en circulación.